# بارتون دبليو. ستون
بارتون دبليو. ستون (بالإنجليزية: Barton W. Stone)‏ هو داعية أمريكي، ولد في 24 ديسمبر 1772 في ماريلند في الولايات المتحدة، وتوفي في 9 نوفمبر 1844 في هانيبال في الولايات المتحدة.

## وصلات خارجية
- بارتون دبليو. ستون على موقع الموسوعة البريطانية (الإنجليزية)